# Italieni, Dolj
Italieni este un sat în comuna Bucovăț din județul Dolj, Oltenia, România.
Acest sat a fost întemeiat de trei familii de meșteri zidari italieni sosiți pe aceste meleaguri imediat după înscăunarea lui Carol I ca Rege al României. Majoritatea locuitorilor satului au părăsit România în timpul regimului comunist, solicitând repatrierea.
 Acest articol despre o localitate din județul Dolj este deocamdată un ciot. Puteți ajuta Wikipedia prin completarea lui.